# Lustrochernes propinquus
Lustrochernes propinquus är en spindeldjursart som beskrevs av Beier 1932. Lustrochernes propinquus ingår i släktet Lustrochernes och familjen blindklokrypare. Inga underarter finns listade i Catalogue of Life.